# Парфентьев, Николай Николаевич (полковник)
Никола́й Никола́евич Парфе́нтьев (21 января 1906 года, дер. Озерки, Семипалатинский уезд, Семипалатинская область — 10 июня 1994 года, Белгород) — советский военный деятель, полковник (1943 год).

## Начальная биография
Николай Николаевич Парфентьев родился 21 января 1906 года в деревне Озерки Семипалатинского уезда Семипалатинской области.

## Военная служба

### Довоенное время
17 ноября 1928 года призван в ряды РККА и направлен красноармейцем в 51-й кавалерийский полк, в составе которого в октябре 1929 года назначен на должность помощника командира взвода. В марте 1930 года переведён в 26-й Одесский погранотряд, где служил на должностях помощника командира взвода, старшины сверхсрочной службы, командира взвода. После окончания командных курсов при школе войск НКВД в 1933 году вернулся в полк на прежнюю должность.
В сентябре 1936 года Парфентьев назначен помощником начальника заставы в 66-м Памирском погранотряде, в декабре 1938 года — начальником заставы в 81-м погранотряде, а в январе 1940 года — старшим помощником начальника 2-го отдела штаба 14-й отдельной пограничной комендатуры.
В мае 1941 года Н. Н. Парфентьев направлен на учёбу в Высшую школу войск НКВД в Москве.

### Великая Отечественная война
С началом войны продолжил учёбу, однако в сентябре назначен на должность помощника начальника штаба 906-го стрелкового полка в составе 243-й стрелковой дивизии, после чего принимал участие в боевых действиях в ходе Вяземской оборонительной операции, в ходе которой 5 октября на базе дивизии была сформирована оперативная группа, которая была передислоцирована в район Сычёвки, где вела бои против 3-й танковой группы противника, наступавшей на Ржев и Волокаламск, а с 24 ноября участвовала в ходе Калининской оборонительной и наступательной и затем — Ржевско-Вяземской наступательной операций.
В марте 1942 года капитан Парфентьев назначен на должность помощника начальника, а в апреле — на должность начальника оперативного отдела штаба 243-й стрелковой дивизии, которая вела оборонительные боевые действия и с июля того же года участвовала в Ржевско-Сычёвской наступательной операции, а с 22 сентября — в боях на северном берегу Волги.
В декабре 1942 года подполковник Парфентьев назначен на должность начальника штаба 243-й стрелковой дивизии, которая вскоре была передислоцирована на станцию Лог северо-западнее Сталинграда и с февраля 1943 года принимала участие в Ворошиловградской операции и затем заняла оборонительный рубеж по реке Северский Донец, откуда перешла в наступление и участвовала в ходе Изюм-Барвенковской и Донбасской операций, Битвы за Днепр, Запорожской, Никопольско-Криворожской, Березнеговато-Снигирёвской и Одесской операций.
В мае 1944 года 243-я стрелковая дивизия вела тяжёлые боевые действия на левом берегу излучины Днестра, где 17 мая попала в окружение, из которого вышла 20—21 мая, после чего была выведена в резерв, а затем была передислоцирована через Бухарест на северо-запад Румынии, где с 18 сентября вела боевые действия против венгерских войск. 21 сентября 1944 года полковник Н. Н. Парфентьев назначен на должность командира этой же 243-й стрелковой дивизии, которая вскоре участвовала в ходе Дебреценской, Будапештской Братиславско-Брновской наступательных операций.
1 апреля 1945 года направлен на учёбу на ускоренный курс Высшей военной академии имени К. Е. Ворошилова.

### Послевоенная карьера
После окончания ускоренного курса с января 1946 года полковник Н. Н. Парфентьев состоял в распоряжении Главного управления кадров НКО и в мае назначен на должность начальника штаба 12-й, в декабре того же года — на должность начальника штаба 4-й, а в марте 1949 года — на должность начальника штаба 36-й стрелковых бригад.
В декабре 1953 года направлен на учёбу на Высшие академические курсы при Военной академии имени М. В. Фрунзе, после окончания которых в декабре 1954 года назначен на должность военкома Белгородской области.
Полковник Николай Николаевич Парфентьев с января 1961 года находился в распоряжении командующего войсками Московского военного округа и 19 мая того же года вышел в запас.

## Награды
- Орден Ленина (05.11.1954);
- Два ордена Красного Знамени (10.06.1944, 20.06.1949);
- Орден Богдана Хмельницкого 2 степени (28.04.1945);
- Два ордена Отечественной войны 2 степени (27.03.1943, 06.04.1985[1]);
- Два ордена Красной Звезды (07.08.1942, 03.11.1944);
- Медали.